# Madrid (Nebraska)
Madrid és una població dels Estats Units a l'estat de Nebraska. Segons el cens del 2000 tenia 265 habitants.

## Demografia
Segons el cens del 2000, Madrid tenia 265 habitants, 104 habitatges, i 71 famílies. La densitat de població era de 243,6 habitants per km².
Dels 104 habitatges en un 30,8% hi vivien nens de menys de 18 anys, en un 62,5% hi vivien parelles casades, en un 5,8% dones solteres, i en un 31,7% no eren unitats familiars. En el 26,9% dels habitatges hi vivien persones soles el 9,6% de les quals corresponia a persones de 65 anys o més que vivien soles. El nombre mitjà de persones vivint en cada habitatge era de 2,55 i el nombre mitjà de persones que vivien en cada família era de 3,15.
Per edats la població es repartia de la següent manera: un 27,2% tenia menys de 18 anys, un 7,2% entre 18 i 24, un 22,3% entre 25 i 44, un 27,9% de 45 a 60 i un 15,5% 65 anys o més.
L'edat mediana era de 39 anys. Per cada 100 dones de 18 o més anys hi havia 94,9 homes.
La renda mediana per habitatge era de 35.536 $ i la renda mediana per família de 42.000 $. Els homes tenien una renda mediana de 30.313 $ mentre que les dones 21.964 $. La renda per capita de la població era de 15.607 $. Aproximadament el 5% de les famílies i l'11,5% de la població estaven per davall del llindar de pobresa.

## Poblacions més properes
El següent diagrama mostra les poblacions més properes.